# Майкл Кертіс
Ма́йкл Ке́ртіс (англ. Michael Curtiz, при народженні — Мано Кертес Камінер, угор. Kertész Kaminer Manó; 24 грудня 1886 — 10 квітня 1962) — угорсько-американський кінорежисер, лауреат премії Оскар (1943). Зняв понад 50 фільмів у Європі й 100 у США після еміграції. Працював на студії Warner Bros.. Серед найвідоміших робіт Кертіса — «Пригоди Робіна Гуда», «Касабланка» (1942), «Янголи з брудними обличчями», «Янкі Дудл Денді», «Світле Різдво».

## Фільмографія
- 1932 — Божевільний геній
- 1932 — Хатина у бавовнику
- 1932 — Доктор Ікс
- 1933 — Таємниця музею воскових фігур
- 1935 — Одіссея капітана Блада
- 1936 — Ходячий мрець
- 1938 — Янголи з брудними обличчями
- 1938 — Пригоди Робіна Гуда
- 1938 — Чотири доньки
- 1939 — Приватне життя Єлизавети та Ессекса
- 1940 — Шлях на Санта-Фе
- 1942 — Касабланка
- 1942 — Янкі Дудл Денді
- 1945 — Мілдред Пірс
- 1954 — Світле Різдво
- 1954 — Єгиптянин